# Свалления
Свалле́ния (лат. Swallenia) — монотипный род однодольных растений семейства Злаки (Poaceae), включающий единственный вид — Свалления Алекса́ндра (Swallenia alexandrae). Выделен ботаниками Томасом Робертом Сёдерстрёмом и Генри Флемингом Декером в 1963 году.

## Распространение
Единственный вид является эндемиком США, известным из штата Калифорния. Свалления Александра произрастает лишь на трёх участках в округе Иньо на территории национального парка Долина Смерти.

## Общая характеристика
Многолетние растения с удлинённым корневищем.
Стебель прямостоячий, длиной 20—40 см.
Листья сизые, кожистые, жёсткие, с острой верхушкой.
Соцветие — линейная метёлка. Колоски одиночные, несут по 3—7 цветков.
Плод — эллипсоидная зерновка длиной 4 мм.